# Campanula trachyphylla
Campanula trachyphylla är en klockväxtart som beskrevs av Heinrich Wilhelm Schott, Karl Theodor Kotschy och Pierre Edmond Boissier. Campanula trachyphylla ingår i släktet blåklockor, och familjen klockväxter. Inga underarter finns listade i Catalogue of Life.